# Zagora
Zagora (pronúncia: Zagorá; em tifinague: ⵣⴰⴳⵓⵔⴰ; em árabe: زاكورة) é uma cidade e capital da província homónima, situada na região de Drá-Tafilete e na antiga região de Souss-Massa-Drâa, no sul de Marrocos. Em 2004 tinha 34 851 habitantes.
A cidade nova foi fundada no período do protetorado francês e era um centro administrativo. No entanto, o oásis onde se situa já era habitada há muito e foi dali que partiu a expedição dos Saadianos a Tombuctu em 1591. Uma tabuleta famosa à entrada da cidade indica que aquela cidade do Mali, no outro lado do deserto do Saara, fica a 52 dias de viagem, mas as tropas saadianas do século XVI demoraram 135 dias.
A cidade é dominada pelo djebel (monte) Zagora e possui um vasto palmeiral. Nas vizinhanças há uma série de antigos e pitorescos casbás (alcáceres ou aldeias fortificadas). Todos os domingos e quartas-feiras é realizado um grande mercado na cidade.
O clima é desértico, com temperaturas médias máximas de 40-42 °C nos meses mais quentes e temperaturas médias mínimas de 2 °C nos meses mais frios.